# The Amboy Dukes (álbum)
The Amboy Dukes es el álbum debut de la banda estadounidense de rock psicodélico The Amboy Dukes, publicado en noviembre de 1967 por Mainstream Records. Una versión remasterizada en formato CD fue publicada en 1992 por Mainstream Direct Ltd. con dos bonus tracks compuestos por Ted Nugent y Steve Farmer.

## Lista de canciones

### Lado A
1. "Baby, Please Don't Go" (Big Joe Williams) – 5:35
2. "I Feel Free" (Jack Bruce, Pete Brown) – 3:42
3. "Young Love" (Ted Nugent, Steve Farmer) – 2:45
4. "Psalms of Aftermath" (Nugent, Farmer) – 3:19
5. "Colors" (Nugent, Farmer, Rick Lober, Bill White) – 3:20

### Lado B
1. "Let's Go Get Stoned" (Valerie Simpson, Nick Ashford, Jo Armstead) – 4:24
2. "Down on Philips Escalator" (Nugent, Farmer) – 3:00
3. "The Lovely Lady" (Farmer) – 2:58
4. "Night Time" (Nugent, Farmer) – 3:11
5. "It's Not True" (Pete Townshend) – 2:42
6. "Gimme Love" (Nugent, Farmer) – 2:43

### Pistas adicionales de la edición en CD
1. "J.B. Special" (Nugent, Farmer) – 2:33
2. "Sobbin' in My Mug of Beer" (Nugent, Farmer) – 2:22

## Créditos
- John (J.B.) Drake – Voz
- Ted Nugent – Guitarra
- Steve Farmer – Guitarra
- Rick Lober – Teclados
- Dave Palmer – Batería
- Bill White – Bajo